# Kazem Haeri
Pour les articles homonymes, voir Haeri.
 (juillet 2025).
Le contenu est difficilement compréhensible vu les erreurs de traduction, qui sont peut-être dues à l'utilisation d'un logiciel de traduction automatique.
Kazem Husseini Haeri (en arabe : كاظم حسيني حائري ) (né en 1938) est un marja chiite duodécimain,,. Il a étudié dans des séminaires à Nadjaf, en Irak, sous la direction de Mohammad Sadeq al-Sadr. Haeri est né à Kerbala, en Irak. Il était l'un des principaux dirigeants du parti Al-Da'wa en Irak. Son implication dans le parti a conduit à son exil dans les années 1970, puis il a déménagé en Iran, où il reste à ce jour dans la ville sainte de Qom.

## Relation avec Muqtada Al-Sadr
Haeri est considéré comme le successeur de Mohammed Bakr al-Sadr, mais depuis que Haeri réside en Iran depuis les années 1970, il n'a pas été en mesure de prendre pleinement ce poste. Malgré son exil, il est le conseiller du jeune al-Sadr en matière de jurisprudence. Ainsi, Haeri est une source clé de légitimité pour Al-Sadr. Al-Sadr avait précédemment déclaré qu'il aurait travaillé avec l'ayatollah Mohammed Baqir al-Hakim si l'ayatollah Haeri l'avait ordonné. Récemment, Moqtada al-Sadr et Abdel Aziz al-Hakim ont signé un pacte pour mettre fin à toutes les hostilités potentielles entre les deux camps. 
Haeri a également émis des fatwas contre l'occupation de l'Irak par les États-Unis, mais il a publiquement critiqué Muqtada al-Sadr pour son affaiblissement potentiel contre l'establishment chiite et sa hiérarchie à Nadjaf sous le couvert de l'anti-américanisme en avril 2004, tout en prenant le nom de Haeri.

## Voir également
- Ayatollah
- Marja '
- Chiisme
- Fatwa